# Walking on Air (песня Кэти Перри)
Walking on Air (рус. На седьмом небе) — песня, записанная американской певицей Кэти Перри для её четвёртого студийного альбома Prism (2013).
Композиция была выпущена 30 сентября 2013 года лейблом Capitol Records в качестве второго промосингла с альбома Prism.Песня представляет собой композицию в жанре диско-хаус с элементами европоп-музыки 90-х годов.

## Выпуск
Отрывок песни был представлен в опросе наряду с отрывком песни Dark Horse, в котором поклонники могли выбрать первый промосингл с альбома. Выиграла песня Dark Horse(она впоследствии стала 3-м синглом), поэтому Walking on Air была выпущена чуть позже в качестве второго промосингла.